# Cheiracanthium aculeatum
Cheiracanthium aculeatum är en spindelart som beskrevs av Simon 1884. Cheiracanthium aculeatum ingår i släktet Cheiracanthium och familjen sporrspindlar.
Artens utbredningsområde är Sudan. Inga underarter finns listade i Catalogue of Life.